# Malecite
Malecite – Indianie Ameryki Północnej należący do federacji abenackiej, posługujący się językiem malecite należącym do rodziny języków algonkiańskich, spokrewnieni m.in. z Indianami Mikmak i Passamaquoddy.
Według kanadyjskich władz w 1904 roku plemię liczyło 805 członków, w tym 103 mieszkało w prowincji Quebec, a 702 in Nowym Brunszwiku.